# Изгори
Изгори (серб. Изгори / Izgori) — село в общине Гацко Республики Сербской Боснии и Герцеговины. Население составляет 83 человек по переписи 2013 года.